# Asilus lucidus
Asilus lucidus är en tvåvingeart som beskrevs av Peter Simon Pallas 1818. Asilus lucidus ingår i släktet Asilus och familjen rovflugor. Inga underarter finns listade i Catalogue of Life.